# Závidkovice
Závidkovice (německy Sawitkowitz) je vesnice, část města Světlá nad Sázavou v okrese Havlíčkův Brod. Nachází se asi 2,5 km na jih od Světlé nad Sázavou. Prochází zde silnice II/347. V roce 2009 zde bylo evidováno 53 adres. V roce 2001 zde trvale žilo 83 obyvatel.
Závidkovice je také název katastrálního území o rozloze 2,35 km2.

## Další fotografie

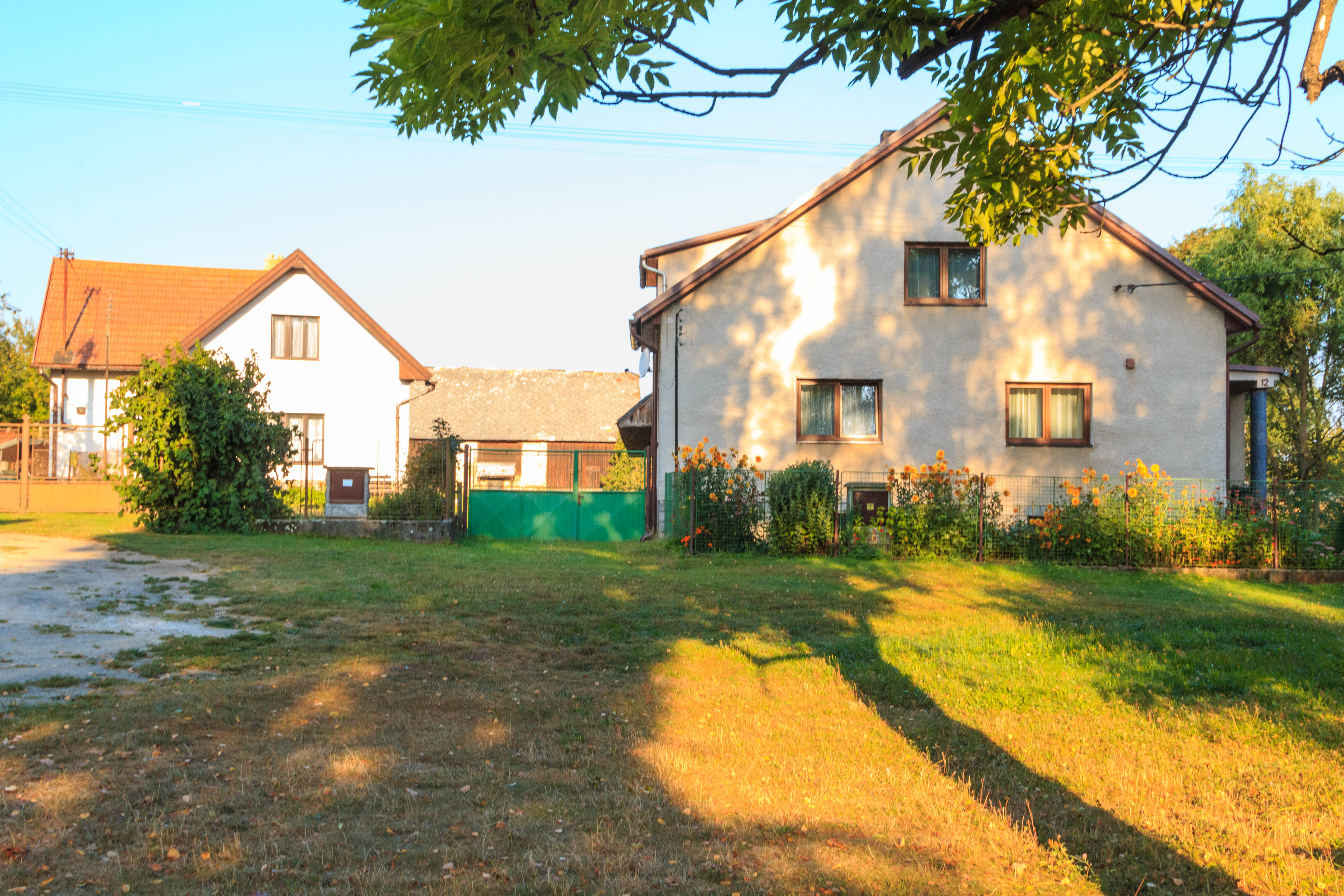
Závidkovice – čp. 12
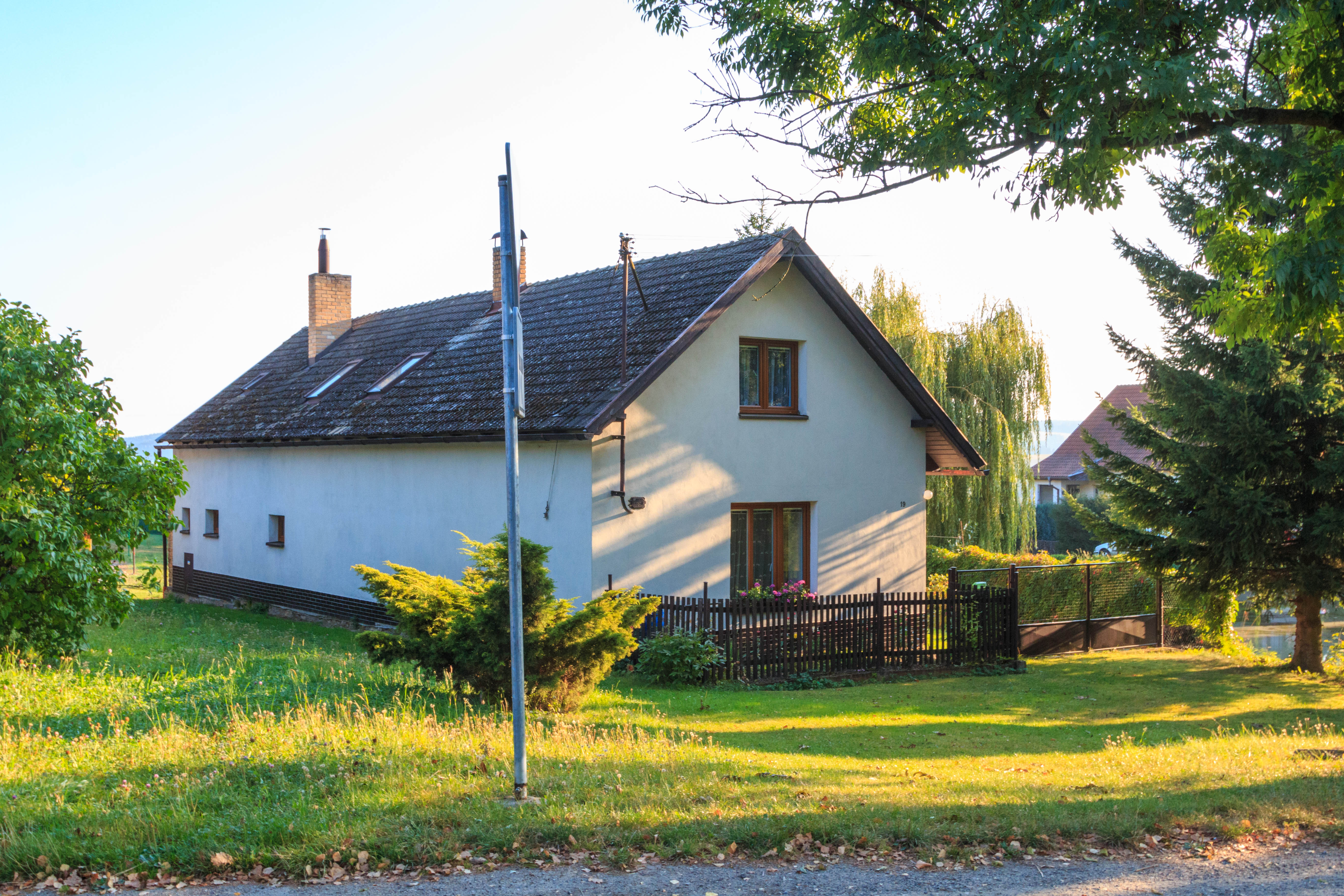
Závidkovice – čp. 19
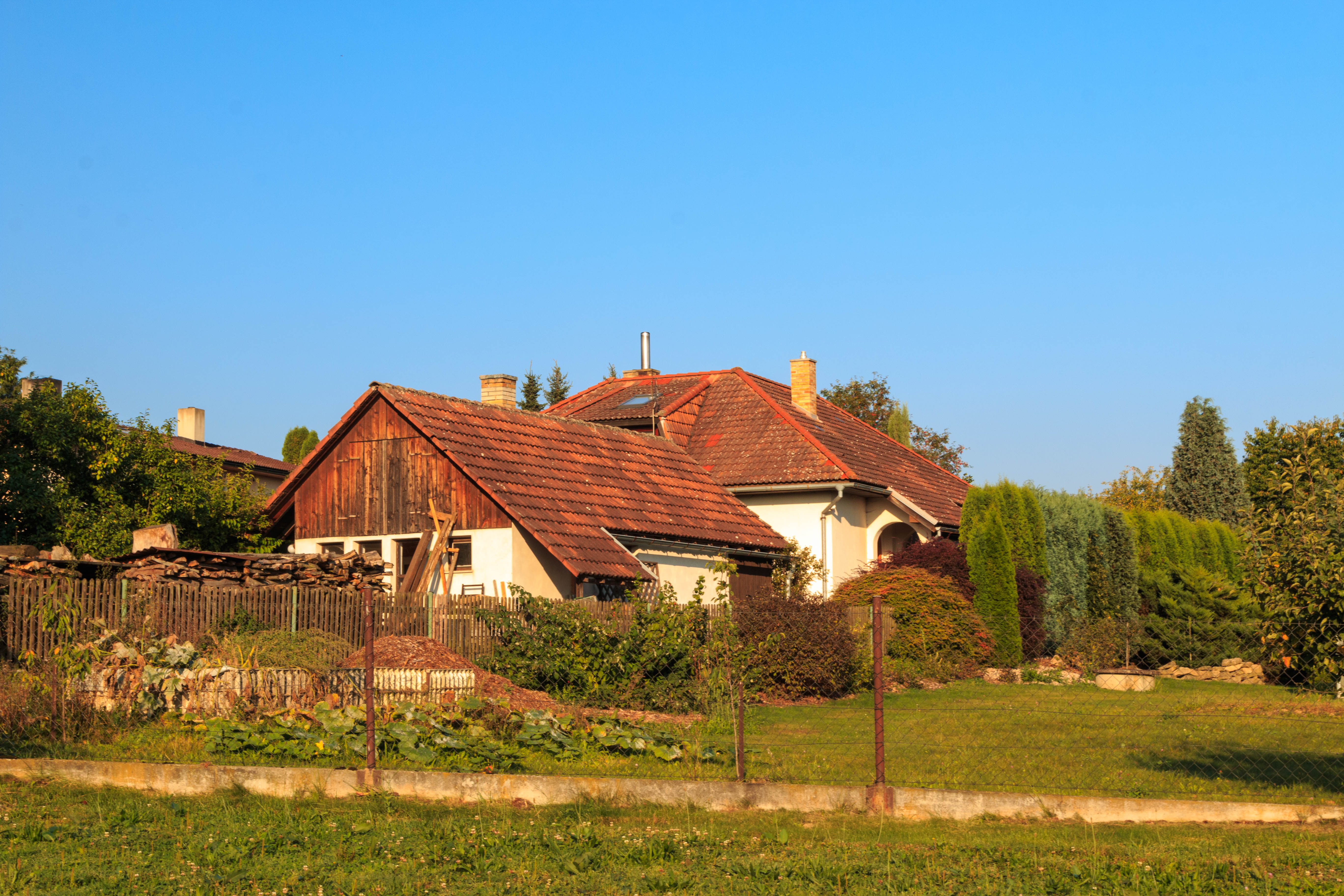
Závidkovice – čp. 47
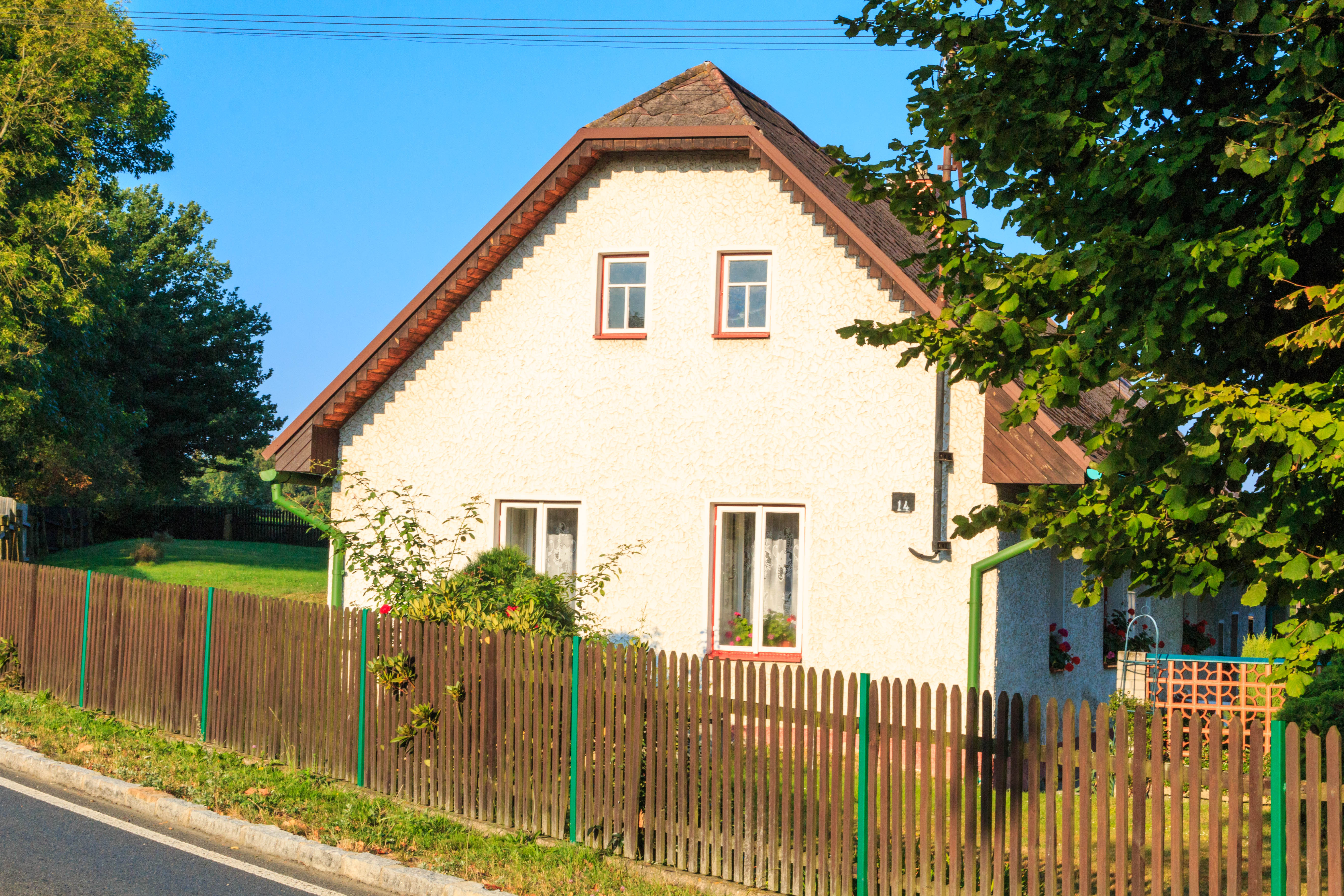
Závidkovice – čp. 14